# Championnat de France de football américain 2022
Navigation
Saison 2020 Saison 2023
Le championnat de France de football américain 2022 est la 40e saison du championnat de France de football américain de Division 1 après deux ans d’arrêt en raison de la pandémie de Covid-19,.
Le vainqueur remporte le trophée dénommé Casque de diamant 2022.

## Déroulement du championnat
Les équipes sont réparties en deux conférences géographiques (A et B). Ces équipes s'affrontent lors de la saison régulière.
Chaque conférence étant composé de 6 équipes, chaque équipe joue dix matches (2 matches aller/retour contre chacune des 5 autres équipes de la conférence).
Les six premières équipes à l'issue de la saison régulière s'affrontent en playoff pour désigner le Champion de France 2022.
Après la saison régulière, un tour de wild card est organisé dont sont exemptés les premiers de chaque conférence.
Les gagnants des matchs de wild card rencontrent en demi-finale les champions de conférence et les deux vainqueurs se rencontrent en finale.

## Résultats

### Saison régulière

#### Classements
| Clas | Équipe                       | MJ | V | N | D | V/D  | PM  | PE  | Diff | S  |
| ---- | ---------------------------- | -- | - | - | - | ---- | --- | --- | ---- | -- |
| 1    | Flash de La Courneuve        | 8  | 8 | 0 | 0 | 1    | 403 | 70  | +333 | 8V |
| 2    | Black Panthers de Thonon     | 8  | 7 | 0 | 1 | .875 | 255 | 118 | +137 | 7V |
| 3    | Cougars de Saint-Ouen        | 8  | 4 | 0 | 4 | .500 | 238 | 185 | +53  | 1D |
| 4    | Spartiates d'Amiens          | 8  | 3 | 0 | 5 | .375 | 130 | 281 | -151 | 1D |
| 5    | Molosses d'Asnières          | 8  | 2 | 0 | 6 | .250 | 121 | 205 | -84  | 1V |
| 6    | Vikings de Villeneuve-d'Ascq | 8  | 0 | 0 | 8 | 0    | 64  | 352 | -288 | 8D |

| Clas | Équipe                    | MJ | V | N | D | V/D  | PM  | PE  | Diff | S  |
| ---- | ------------------------- | -- | - | - | - | ---- | --- | --- | ---- | -- |
| 1    | Blue Stars de Marseille   | 8  | 8 | 0 | 0 | 1    | 355 | 50  | +305 | 8V |
| 2    | Grizzlys Catalans         | 8  | 5 | 0 | 3 | .625 | 260 | 191 | +69  | 1D |
| 3    | Argonautes d'Aix          | 8  | 4 | 1 | 3 | .500 | 249 | 223 | -4   | 1V |
| 4    | Ours de Toulouse          | 8  | 4 | 1 | 3 | .500 | 162 | 220 | -58  | 1V |
| 5    | Centaures de Grenoble     | 8  | 2 | 0 | 6 | .250 | 127 | 218 | -91  | 1D |
| 6    | Hurricanes de Montpellier | 8  | 0 | 0 | 8 | 0    | 109 | 360 | -251 | 8D |

Source: fffa.org

### Phase finale
|  | Wild-card                      | Wild-card                      |                          |              | Demi-finales             | Demi-finales |  |  | Finale                                                | Finale                                                |
|  | Wild-card                      | Wild-card                      |                          |              | Demi-finales             | Demi-finales |  |  | Finale                                                | Finale                                                |
|  |                                |                                |                          |              |                          |              |  |  |                                                       |                                                       |
|  | 18 juin 2022                   | 18 juin 2022                   |                          |              | 25 juin 2022             | 25 juin 2022 |  |  | 9 juillet 2022 à Thonon-les-Bains (3 000 spectateurs) | 9 juillet 2022 à Thonon-les-Bains (3 000 spectateurs) |
|  | 18 juin 2022                   | 18 juin 2022                   |                          |              | 25 juin 2022             | 25 juin 2022 |  |  | 9 juillet 2022 à Thonon-les-Bains (3 000 spectateurs) | 9 juillet 2022 à Thonon-les-Bains (3 000 spectateurs) |
|  | 18 juin 2022                   | 18 juin 2022                   | Black Panthers de Thonon | 28           |                          |              |  |  | 9 juillet 2022 à Thonon-les-Bains (3 000 spectateurs) | 9 juillet 2022 à Thonon-les-Bains (3 000 spectateurs) |
|  | Black Panthers de Thonon       | 41                             | Black Panthers de Thonon | 28           |                          |              |  |  | 9 juillet 2022 à Thonon-les-Bains (3 000 spectateurs) | 9 juillet 2022 à Thonon-les-Bains (3 000 spectateurs) |
|  | Black Panthers de Thonon       | 41                             | Blue Stars de Marseille  | 27           |                          |              |  |  | 9 juillet 2022 à Thonon-les-Bains (3 000 spectateurs) | 9 juillet 2022 à Thonon-les-Bains (3 000 spectateurs) |
|  | Ours de Toulouse               | 0                              | Blue Stars de Marseille  | 27           |                          |              |  |  | 9 juillet 2022 à Thonon-les-Bains (3 000 spectateurs) | 9 juillet 2022 à Thonon-les-Bains (3 000 spectateurs) |
|  | Ours de Toulouse               | 0                              | 25 juin 2022             | 25 juin 2022 | Black Panthers de Thonon | 10           |  |  |                                                       |                                                       |
|  | 19 juin 2022                   |                                | 25 juin 2022             | 25 juin 2022 | Black Panthers de Thonon | 10           |  |  |                                                       |                                                       |
|  |                                | Flash de La Courneuve          | 25 juin 2022             | 25 juin 2022 | 16                       |              |  |  |                                                       |                                                       |
|  | Cougars de Saint-Ouen-l'Aumône | Flash de La Courneuve          | 25 juin 2022             | 25 juin 2022 | 16                       | 35           |  |  |                                                       |                                                       |
|  | Cougars de Saint-Ouen-l'Aumône | Cougars de Saint-Ouen-l'Aumône | 2                        |              |                          | 35           |  |  |                                                       |                                                       |
|  | Grizzlys Catalans              | Cougars de Saint-Ouen-l'Aumône | 2                        | 34           |                          |              |  |  |                                                       |                                                       |
|  | Grizzlys Catalans              | Flash de La Courneuve          | 34                       | 34           |                          |              |  |  |                                                       |                                                       |
|  |                                | Flash de La Courneuve          | 34                       |              |                          |              |  |  |                                                       |                                                       |

## Récompenses
| Semaine | Joueur             | Poste       | Équipe                         |
| ------- | ------------------ | ----------- | ------------------------------ |
| 1       | Kaleb Scott        | QB          | Blue Stars de Marseille        |
| 2       | Michael Pina       | QB          | Argonautes d'Aix               |
| 3       | Jake Purichia      | QB          | Grizzlys Catalans              |
| 4       | Nicolas Khandar    | RB          | Black Panthers de Thonon       |
| 5       | Evans Sodatonou    | WR          | Cougars de Saint-Ouen-l'Aumône |
| 6       | Jason Bofunda      | RB          | Flash de La Courneuve          |
| 7       | Idriss Ramky       | WR          | Grizzlys Catalans              |
| 8       | Michael Pina       | QB          | Argonautes d'Aix               |
| 9       | Aymeric Guillemaud | WR          | Grizzlys Catalans              |
| 10      | Non désigné        | Non désigné | Non désigné                    |

| Semaine | Joueur         | Poste       | Équipe                  |
| ------- | -------------- | ----------- | ----------------------- |
| 1       | Eddy Abdullah  | LB          | Blue Stars de Marseille |
| 2       | Eddy Abdullah  | LB          | Blue Stars de Marseille |
| 3       | Wadjihe Saïd   | CB          | Flash de La Courneuve   |
| 4       | Fayade Saïd    | DL          | Blue Stars de Marseille |
| 5       | Kevin Pruvost  | LB          | Ours de Toulouse        |
| 6       | Eddy Abdullah  | LB          | Blue Stars de Marseille |
| 7       | Salim Berrada  | LB          | Centaures de Grenoble   |
| 8       | Marwin Kamangu | CB          | Molosses d'Asnières     |
| 9       | Dorian Claude  | DB          | Ours de Toulouse        |
| 10      | Non désigné    | Non désigné | Non désigné             |

| Trophées                                               | Vainqueurs                                     | Nommés |
| ------------------------------------------------------ | ---------------------------------------------- | --- |
| Trophée Laurent Plegelatte du meilleur joueur français | WR Idriss Ramky (Grizzlys Catalans)            | LB Eddy Abdullah (Blue Stars de Marseille) RB Jason Bofunda (Flash de La Courneuve)                                  |
| Trophée Chris Flynn du meilleur joueur étranger        | QB Jake Puricha : (Grizzlys Catalans)          | QB Brody Hahn (Cougars de Saint-Ouen-l'Aumône) QB Kaleb Scott (Blue Stars de Marseille)                              |
| Meilleur joueur de moins de 24 ans                     | DB Giovanni Bittodi (Molosses d'Asnières)      | DL Alexandre Dedieu (Blue Stars de Marseille) QB Léo Cremades (Flash de La Courneuve)                                |
| Meilleur entraîneur principal                          | Bavuong Souphantavon (Blue Stars de Marseille) | Larry Legault (Black Panthers de Thonon) Nicholas Simoneau (Flash de La Courneuve) Enver Ramovic (Grizzlys Catalans) |